# Сербін Володимир Михайлович
Володимир Михайлович Сербін (1896–1944) — генерал-майор Робітничо-селянської Червоної Армії, учасник Громадянської і Великої Вітчизняної воєн, Червонопрапорник (1921).

## Біографія

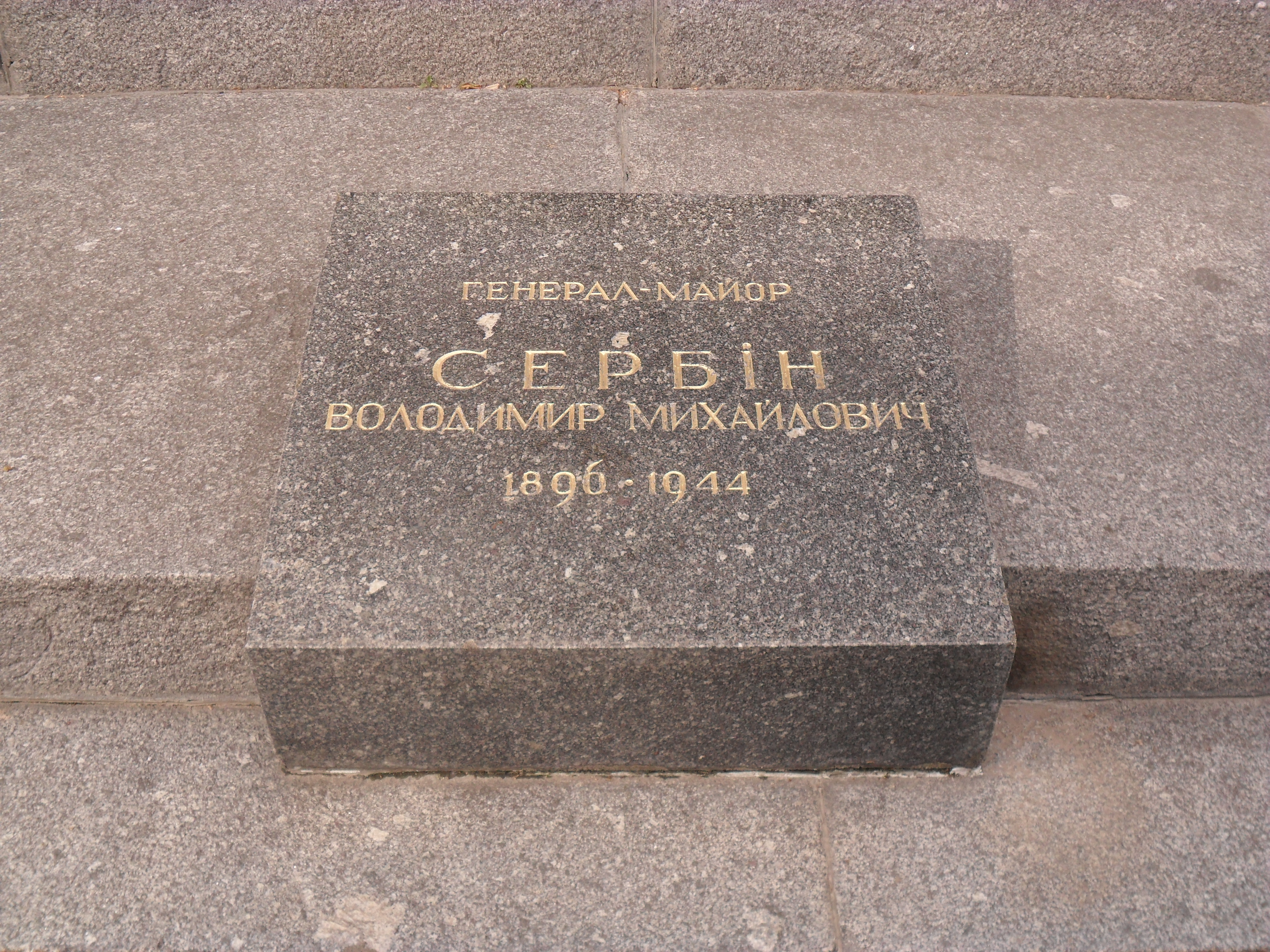
Могила Сербіна на Меморіалі Вічної Слави в Києві.

Володимир Сербін народився 14 липня 1896 року поблизу Мрина, нині Носівського району Чернігівської області України). У 1918 році пішов на службу в Робітничо-селянську Червону Армію . Брав участь в боях Громадянської війни.
Наказом Революційної Військової Ради Республіки № 351 в 1921 році командир батальйону 538-го стрілецького полку Володимир Михайлович Сербін був нагороджений орденом Червоного Прапора РРФСР.
Після закінчення Громадянської війни Сербін продовжив службу в Червоній Армії. З січня 1942 року — на фронтах Великої Вітчизняної війни. Воював на інтендантських посадах, був начальником тилу 4-ї армії, потім заступником начальника тилу Волховського фронту . Керував постачанням діючих частин фронту під час найважливіших бойових операцій, в тому числі прориву блокади Ленінграда і звільнення Новгорода. 16 жовтня 1943 року Сербину було присвоєно звання генерал-майора.
З березня 1944 року Сербін служив начальником тилу 70-ї армії 1-го Білоруського фронту. Провів велику роботу з підтягування розтягнутих ліній постачання, збиванню докупи апарату тилу, будівництва вузькоколійок і автомобільних доріг.
Генерал-майор Володимир Сербін помер в госпіталі № 3298 70-й армії від непрохідності кишечника 21 (за іншими даними, 24) травня 1944 року. Похований на Меморіалі Вічної Слави в Києві.
Був також нагороджений орденом Вітчизняної війни 1-го ступеня і медалями.